# Rex Ingram (regista)
Reginald Ingram Montgomery Hitchcock, meglio conosciuto come Rex Ingram o come Rex Hitchcock (Dublino, 15 gennaio 1892 – Los Angeles, 21 luglio 1950), è stato un regista, sceneggiatore, produttore cinematografico e attore irlandese naturalizzato statunitense.
Attivo tra gli anni venti e gli anni trenta, è ricordato principalmente per i suoi lavori I quattro cavalieri dell'Apocalisse (1921) e Il prigioniero di Zenda (1922).
Il regista Erich von Stroheim in un'occasione lo definì "il più grande regista del mondo".

## Biografia
Dublinese di nascita, Ingram studiò al Saint Columba's College, presso Rathfarnham, nella Contea di Dublino. Passò gran parte della sua adolescenza nella rettoria vecchia di Kinnitty, presso Birr, nella Contea di Offaly dove suo padre era un rettore della Chiesa d'Irlanda. Nel 1911 emigrò negli Stati Uniti.
Suo fratello Francis si unì all'esercito britannico e combatté durante la prima guerra mondiale, in cui ricevette la Military Cross e ascese al grado di colonnello.
Ingram studiò scultura alla scuola d'arte dell'Università Yale, dove contribuì alla rivista umoristica del campus The Yale Record. Poco dopo iniziò a occuparsi di cinema, dapprima come attore a partire dal 1913 e successivamente come scrittore, produttore e regista. Il suo primo lavoro come regista-produttore fu nel 1916 nel dramma romantico The Great Problem. Lavorò per gli Edison Studios, Fox Film Corporation, Vitagraph Studios e poi MGM, dirigendo per lo più film d'azione o sul soprannaturale.
Nel 1920 passò alla Metro Pictures sotto la supervisione di June Mathis, insieme alla quale avrebbe poi realizzato quattro film: Hearts are Trump, I quattro cavalieri dell'Apocalisse (1921), La commedia umana (1921) e Gente onesta (1922). Si pensa che i due fossero legati sentimentalmente. Ingram e Mathis iniziarono ad allontanarsi quando la nuova scoperta di lei, Rodolfo Valentino, cominciò a mettere in ombra la fama del regista. La loro relazione terminò nel 1921 quando egli si legò ad Alice Terry.
Nel 1923 Ingram e la Terry si stabilirono sulla Costa Azzurra, dove fondarono un piccolo studio a Nizza e realizzarono diversi film ambientati in Africa del nord, Spagna e Italia per la MGM e altre case.
Tra coloro che lavorarono per Ingram alla MGM in questo periodo ci furono il giovane Michael Powell, che successivamente avrebbe diretto (con Emeric Pressburger) Scarpette rosse (1948) e altri classici, e il tecnico Leonti Planskoy. Secondo quanto raccontò lo stesso Powell, Ingram ebbe una grande influenza su di lui, specialmente nelle sue tematiche illusive, oniriche, magiche e surreali. Anche David Lean disse di avere un debito con Ingram. Dore Schary, capo dello studio MGM, definì come personaggi più creativi di Hollywood (in ordine d'importanza decrescente) D. W. Griffith, Ingram, Cecil B. DeMille ed Erich von Stroheim.
Carlos Clarens scrisse: «Come i film di Rex Ingram divennero più esoterici, la sua carriera declinò. L'avvento del sonoro lo costrinse a dismettere i suoi studi a Nizza. Piuttosto che equipaggiarsi per i film sonori, scelse invece di viaggiare e puntare a una carriera come scrittore».
Ingram realizzò un solo film parlato, Baroud (1933), girato per la Gaumont British Picture Corporation in Marocco. La pellicola non fu un successo commerciale, cosicché Ingram abbandonò il mondo del cinema, tornando a Los Angeles per lavorare come scultore e scrittore.
Interessato all'Islam almeno a partire dal 1927, si convertì a quella fede nel 1933.

### Morte
Ingram morì di emorragia cerebrale a North Hollywood il 21 luglio 1950, all'età di 58 anni. Fu sepolto Forest Lawn Memorial Park Cemetery di Glendale, in California.

### Vita privata
Dal 1917 al 1920 fu sposato con l'attrice Doris Pawn. Il 5 novembre 1921 si sposò con l'attrice Alice Terry, con la quale girò alcuni dei suoi più grandi successi. Non ebbe figli da nessuno dei due matrimoni.

## Riconoscimenti
Per il suo contributo al mondo del cinema è stato insignito di una stella sulla celebre Hollywood Walk of Fame, al 1651 di Vine Street.

## Influenze
Il critico Carlos Clarens ha scritto di Ingram: 

## Filmografia

### Regista
- The Symphony of Souls (1914)
- The Great Problem (1916)
- Broken Fetters (1916)
- The Chalice of Sorrow (1916)
- Orchidea nera (Black Orchids) (1917)
- The Reward of the Faithless (1917)
- The Pulse of Life (1917)
- The Flower of Doom (1917)
- The Little Terror (1917)
- His Robe of Honor (1918)
- Humdrum Brown (1918)
- The Day She Paid (1919)
- La baia della morte (Shore Acres) (1920)
- I pirati del Pacifico (Under Crimson Skies) (1920)
- Hearts Are Trumps (1920)
- I quattro cavalieri dell'Apocalisse (The Four Horsemen of the Apocalypse) (1921)
- La commedia umana (The Conquering Power) (1921)
- Gente onesta (Turn to the Right) (1922)
- Il prigioniero di Zenda (The Prisoner of Zenda) (1922)
- Trifling Women (1922)
- Terra vergine (Where the Pavement Ends) (1923)
- Scaramouche (1923)
- L'arabo (The Arab) (1924)
- Ben-Hur (Ben-Hur: A Tale of the Christ), regia con Fred Niblo (1925) - Non accreditato
- Mare Nostrum (1926)
- Il mago (The Magician) (1926)
- Il giardino di Allah (The Garden of Allah) (1927)
- Le tre passioni (The Three Passions) (1929)
- Baroud (1932)
- Baroud (1933)

### Produttore
- The Great Problem, regia di Rex Ingram (1916)
- La baia della morte (Shore Acres), regia di Rex Ingram (1920)
- La commedia umana (The Conquering Power), regia di Rex Ingram (1921)
- Il prigioniero di Zenda (The Prisoner of Zenda), regia di Rex Ingram (1922)
- Scaramouche, regia di Rex Ingram (1923)
- Mare Nostrum, regia di Rex Ingram (1926)
- Il mago (The Magician), regia di Rex Ingram (1926)
- Le tre passioni (The Three Passions), regia di Rex Ingram (1929)
- La signora del mistero (L'Évadée), regia di Henri Ménessier (1929)
- Baroud, regia di Rex Ingram e Alice Terry (1933)

### Sceneggiatore (parziale)
- The Family's Honor, regia di Richard Ridgely (1913)
- Blindness of Devotion, regia di J. Gordon Edwards (1915)
- Orchidea nera (Black Orchids), regia di Rex Ingram (1917)
- The Reward of the Faithless, regia di Rex Ingram (1917)
- The Little Terror, regia di Rex Ingram (1917)
- L'arabo (The Arab), regia di Rex Ingram (1924)
- Baroud, regia di Rex Ingram (1932)

### Attore
- Beau Brummell, regia di James Young – cortometraggio (1913)
- The Artist's Great Madonna, regia di Van Dyke Brooke – cortometraggio (1913)
- The Family's Honor, regia di Richard Ridgely – cortometraggio (1913)
- The Witness to the Will, regia di George A. Lessey – cortometraggio (1914)
- The Necklace of Rameses, regia di Charles Brabin – cortometraggio (1914)
- The Price of the Necklace, regia di Charles Brabin – cortometraggio (1914)
- The Borrowed Finery – cortometraggio (1914)
- The Spirit and the Clay, regia di Harry Lambart – cortometraggio (1914)
- Her Great Scoop, regia di Maurice Costello e Robert Gaillard – cortometraggio (1914)
- The Southerners – cortometraggio (1914)
- Eve's Daughter, regia di Wilfrid North – cortometraggio (1914)
- The Crime of Cain, regia di Theodore Marston – cortometraggio (1914)
- The Circus and the Boy, regia di Tefft Johnson – cortometraggio (1914)
- David Garrick, regia di James Young – cortometraggio (1914)
- The Upper Hand, regia di William Humphrey – cortometraggio (1914)
- Fine Feathers Make Fine Birds, regia di William Humphrey – cortometraggio (1914)
- His Wedded Wife, regia di William Humphrey – cortometraggio (1914)
- Goodbye Summer, regia di Van Dyke Brooke – cortometraggio (1914)
- The Moonshine Maid and the Man, regia di Charles L. Gaskill – cortometraggio (1914)
- The Evil Men Do, regia di Maurice Costello e Robert Gaillard – cortometraggio (1915)
- Snatched from a Burning Death, regia di Charles L. Gaskill – cortometraggio (1915)
- Mary of the Movies
- Camille, regia di (non accreditato) Ralph Barton (1926)
- Baroud, regia di Rex Ingram (1932)

### Montatore
- Rapacità (Greed), regia di Erich von Stroheim - non accreditato (1924)